# Leioproctus ferrugineus
Leioproctus ferrugineus är en biart som först beskrevs av Jesus Santiago Moure 1954.  Leioproctus ferrugineus ingår i släktet Leioproctus och familjen korttungebin. Inga underarter finns listade i Catalogue of Life.